# ژاندارم سن-تروپه
ژاندارم سن-تروپه (فرانسوی: Le Gendarme de Saint-Tropez‎) فیلمی در ژانر کمدی به کارگردانی ژان ژیرو است که در سال ۱۹۶۴ منتشر شد.

## بازیگران
- لوئی دوفونس
- میشل گالابرو
- ژان لوفور
- میشل مودو
- کلود پیپلو
- گابریله تینتی
- جوزپه پورلی
- مارتین دو بروتوی